# N̈
N̈, n̈ (N с умлаутом) — буква расширенной латиницы. В Юникоде эта буква отсутствует, её можно получить только сложением латинской буквы N (U+004E) и диакритического знака умлаут (U+0308).

## Языки
Буква используется в хакальтекском и малагасийском (в частности в диалекте буши) языках, а также в языке кабувердьяну, в котором вместо неё может использоваться буква Ñ. Во всех этих языках она обозначает звук [ŋ].
Также как N с диерезисом используется в языке наудм в буквосочетании n̈y для указания раздельного произношения букв, иначе образующих диграф ny.

## Другое использование
N̈ используется в логотипе вымышленной хэви-метал группы Spin̈al Tap из псевдо-документального фильма «Это — Spinal Tap». Как и в названиях многих других групп, умлаут здесь служит для придания готичности.
Также N̈ пишется в имени персонажа романа Бориса Виана «Сердцекрад» Jean̈. В этом романе умлауты ставятся в самых необычных местах, и их прочтение остаётся на усмотрение читателя.